# Berliner Fussball Club Dynamo e. V.
Berliner Fussball Club Dynamo e. V., também conhecido por Dinamo de Berlim, é uma agremiação esportiva alemã, fundada a 27 de março de 1953 e sediada em Berlim, refundada em 1966. No tempo da antiga República Democrática Alemã, obteve grande sucesso no então campeonato nacional, ganhando dez vezes seguidas o certame de 1979 a 1988.
Após a reunificação da Alemanha, a equipe lentamente afundou nas séries inferiores por conta de diversas crises societárias. Desde 2004 milita na Oberliga Nordost (Staffel Nord), uma das chaves da quinta divisão do futebol alemão.

## História

### Fundação e patrocínio da Stasi
Tem a sua origem de uma equipe fundada em 1953, o SV Dynamo, posteriormente renomeado a 1 de outubro de 1954 SC Dynamo Berlin. Criado como um clube de importância local, o Dynamo foi promovido à DDR-Liga, a segunda série do campeonato da Alemanha Oriental. Em 1957, foi promovido à DDR-Oberliga, a máxima série, e em 1959, conquistou a sua primeira FDGB Pokal, a copa nacional. Todavia, em 1963, começou a se qualificar em posições medíocres e, em 1967, em virtude de escassos resultados obtidos no ano anterior, abandonou a primeira divisão.
O clube foi refundado a 15 de janeiro de 1966 com o nome de BFC Dynamo, no mesmo ano no qual houve a reformulação do sistema futebolístico organizado pela DDR. Ordenaram aos jogadores do Dynamo Dresden, uma das melhores e principais do campeonato, que abandonassem a sua equipe e se transferissem para a recém-nascida da capital, deixando o clube de Dresden apenas com os atletas reservas. O Dynamo, após um ano de permanência na série caída foi promovido à DDR-Oberliga e logo depois, sob o comando de Erich Mielke, naquele tempo o dirigente máximo da Stasi, a polícia secreta do país. Graças à sua influência, conseguiu manipular com extrema facilidade inumeráveis partidas que fizeram com que o time dominasse o panorama do campeonato e despertasse a revolta das equipes e torcidas adversárias.
O BFC conquistou consecutivamente o título nacional de 1979 a 1988 graças às arbitragens corruptas, transferências "forçadas" de jogadores, além de outras irregularidades esportivas. Um exemplo evidente foi o jogo decisivo de 1986 entre Dynamo Berlim e 1. FC Lokomotive Leipzig, o qual terminou empatado em 1 a 1, resultado que levou a equipe da capital ao oitavo título, apesar dos protestos por parte de todos os torcedores da nação, os quais levaram à punição somente do árbitro Bernd Stumpf.

### Depois da reunificação alemã
Após a reunificação alemã, ocorrida em 1990, o time foi renomeado FC Berlin para procurar se desvincular do infeliz passado de corrupção, mas em 1999, o clube assumiu de fato a intitulação anterior. Sem o "sustento" do seu patrão, líder da Stasi, o Dynamo abandonou rapidamente a terceira divisão e desde a temporada 2000-2001 flutua entre a terceira e a quarta divisão. Além disso, a agremiação na temporada 2001-2002 esteve na bancarrota, mas era autorizada pela DFB, a Federação de Futebol Alemã, a jogar as partidas da temporada como "amistosos obrigatórios" que não contavam como ponto de vista de resultados. Desde 2004, a partir da conquista na Verbandsliga Berlin (V), o time milita na NOFV-Oberliga (IV).

## Cronologia
| Temporada | Campeonato                      | Copa             | Europa                                | Treinador                                            |
| --------- | ------------------------------- | ---------------- | ------------------------------------- | ---------------------------------------------------- |
| 1952-53   | 9° na DDR-Liga                  | -                | -                                     | -                                                    |
| 1953-54   | 14° na DDR-Liga                 | Primeira fase    | -                                     | -                                                    |
| 1954-55   | 7° na DDR-Oberliga              | Primeira fase    | -                                     | Helmut Petzold                                       |
| 1955      | 3° na DDR-Oberliga              | Quarta fase      | -                                     | Helmut Petzold                                       |
| 1956      | 13° na DDR-Oberliga             | Oitavas de final | -                                     | Helmut Petzold                                       |
| 1957      | 1° na DDR-Liga                  | Semifinal        | -                                     | Istvan Orczifalvi                                    |
| 1958      | 6° na DDR-Oberliga              | Segundo fase     | -                                     | Istvan Orczifalvi                                    |
| 1959      | 3° na DDR-Oberliga              | Vencedor         | -                                     | Fritz Bachmann                                       |
| 1960      | 2° na DDR-Oberliga              | Terceira fase    | -                                     | Fritz Bachmann                                       |
| 1961-62   | 3° na DDR-Oberliga              | Finalista        | -                                     | János Gyarmati                                       |
| 1962-63   | 10° na DDR-Oberliga             | Oitavas de final | -                                     | Fritz Gödicke                                        |
| 1963-64   | 8° na DDR-Oberliga              | Quartas de final | -                                     | Fritz Gödicke                                        |
| 1964-65   | 12° na DDR-Oberliga             | Segunda fase     | -                                     | Fritz Gödicke                                        |
| 1965-66   | 9° na DDR-Oberliga              | Quartas de final | -                                     | Fritz Gödicke Karl Schäffner                         |
| 1966-67   | 13° na DDR-Oberliga             | Quartas de final | -                                     | Bela Volentik                                        |
| 1967-68   | Vencedor da DDR-Liga            | Oitavas de final | -                                     | Karl Schäffner                                       |
| 1968-69   | 10° na DDR-Oberliga             | Semifinal        | -                                     | Karl Schäffner                                       |
| 1969-70   | 6° na DDR-Oberliga              | Oitavas de final | -                                     | Hans Geitel                                          |
| 1970-71   | 9° na DDR-Oberliga              | Finalista        | -                                     | Hans Geitel                                          |
| 1971-72   | 2° na DDR-Oberliga              | Quartas de final | Semifinalista da Copa das Copas       | Hans Geitel                                          |
| 1972-73   | 6° na DDR-Oberliga              | Semifinal        | Oitavas de final da Copa da UEFA      | Günter Schröter                                      |
| 1973-74   | 6° na DDR-Oberliga              | Semifinal        | -                                     | Harry Nippert                                        |
| 1974-75   | 4° na DDR-Oberliga              | Oitavas de final | -                                     | Harry Nippert                                        |
| 1975-76   | 2° na DDR-Oberliga              | Quartas de final | -                                     | Harry Nippert                                        |
| 1976-77   | 4° na DDR-Oberliga              | Oitavas          | Primeira fase da Copa da UEFA         | Harry Nippert                                        |
| 1977-78   | 3° na DDR-Oberliga              | Semifinal        | -                                     | Harry Nippert                                        |
| 1978-79   | Campeão da Alemanha Oriental    | Finalista        | Primeira fase da Copa da UEFA         | Jürgen Bogs                                          |
| 1979-80   | Campeão da Alemanha Oriental    | Quartas de final | Quartas de final da Copa dos Campeões | Jürgen Bogs                                          |
| 1980-81   | Campeão da Alemanha Oriental    | Semifinal        | Oitavas de final da Copa dos Campeões | Jürgen Bogs                                          |
| 1981-82   | Campeão da Alemanha Oriental    | Finalista        | Oitavas de final da Copa dos Campeões | Jürgen Bogs                                          |
| 1982-83   | Campeão da Alemanha Oriental    | Quartas de final | Primeira fase da Copa dos Campeões    | Jürgen Bogs                                          |
| 1983-84   | Campeão da Alemanha Oriental    | Finalista        | Quartas de final da Copa dos Campeões | Jürgen Bogs                                          |
| 1984-85   | Campeão da Alemanha Oriental    | Finalista        | Oitavas de final da Copa dos Campeões | Jürgen Bogs                                          |
| 1985-86   | Campeão da Alemanha Oriental    | Semifinal        | Primeira fase da Copa dos Campeões    | Jürgen Bogs                                          |
| 1986-87   | Campeão da Alemanha Oriental    | Segunda fase     | Oitavas de final da Copa dos Campeões | Jürgen Bogs                                          |
| 1987-88   | Campeão da Alemanha Oriental    | Vencedor         | Primeira fase da Copa dos Campeões    | Jürgen Bogs                                          |
| 1988-89   | 2° na DDR-Oberliga              | Vencedor         | Primeira fase da Copa dos Campeões    | Jürgen Bogs                                          |
| 1989-90   | 4° na DDR-Oberliga              | Quartas de final | Oitavas de final da Copa das Copas    | Helmut Jäschke Peter Rohde                           |
| 1990-91   | 11° na NOFV-Oberliga            | Segunda fase     | -                                     | Peter Rohde Jürgen Bogs                              |
| 1991-92   | 1° na Oberliga Nordost          | Terceira fase    | -                                     | Jürgen Bogs                                          |
| 1992-93   | 4° na Oberliga Nordost          | Oitavas de final | -                                     | Jürgen Bogs                                          |
| 1993-94   | 4° na Oberliga Nordost          | Quartas de final | -                                     | Jürgen Bogs Helmut Koch                              |
| 1994-95   | 11° na Regionalliga Nordost     | Semifinal        | -                                     | Helmut Koch                                          |
| 1995-96   | 13° na Regionalliga Nordost     | Primeira fase    | -                                     | Helmut Koch                                          |
| 1996-97   | 13° na Regionalliga Nordost     | Oitavas de final | -                                     | Werner Voigt                                         |
| 1997-98   | 11° na Regionalliga Nordost     | Quartas de final | -                                     | Werner Voigt Ingo Rentzsch                           |
| 1998-99   | 8° na Regionalliga Nordost      | Vencedor         | -                                     | Henry Häusler                                        |
| 1999-00   | 17° na Regionalliga Nordost     | Finalista        | -                                     | Klaus Goldbach                                       |
| 2000-01   | Vencedor da Oberliga Nordost    | Oitavas de final | -                                     | Jürgen Bogs                                          |
| 2001-02   | Desistência                     | Oitavas de final | -                                     | Jürgen Bogs                                          |
| 2002-03   | 3° na Verbandsliga Berlin       | Terceira fase    | -                                     | Dirk Vollmar                                         |
| 2003-04   | Vencedor da Verbandsliga Berlin | Semifinal        | -                                     | Sven Orbanke                                         |
| 2004-05   | 6° na Oberliga Nordost          | Primeira fase    | -                                     | Christian Backs Bodo Rudwaleit Rajko Fijalek         |
| 2005-06   | 6° na Oberliga Nordost          | Semifinal        | -                                     | Jürgen Piepenburg                                    |
| 2006-07   | 10° na Oberliga Nordost         | Semifinal        | -                                     | Rajko Fijalek Nico Thomaschewski Ingo Rentzsch       |
| 2007-08   | 5° na Oberliga Nordost          | Quartas de final | -                                     | Volkan Uluc                                          |
| 2008-09   | 2° na Oberliga Nordost          | Segunda fase     | -                                     | Volkan Uluc                                          |
| 2009–10   | 2° na NOFV-Oberliga Nord        | Finalista        | -                                     | Hakan Pinar Christian Backs                          |
| 2010–11   | 7° na NOFV-Oberliga Nord        | Vencedor         | -                                     | Heiko Bonan Rene Gritschke Igor Lazic Rene Gritschke |
| 2011–12   | 13° na NOFV-Oberliga Nord       | Semifinal        | -                                     |                                                      |
| 2012–13   | 3° na NOFV-Oberliga Nord        | Vencedor         | -                                     |                                                      |
| 2013–14   | Campeão na NOFV-Oberliga Nord   | Semifinal        | -                                     |                                                      |
| 2014–15   | 5° na Regionalliga Nordost      | Vencedor         | -                                     |                                                      |
| 2015–16   | 4° na Regionalliga Nordost      | Quartas de final | -                                     |                                                      |
| 2016–17   | 15° na Regionalliga Nordost     | Vencedor         | -                                     |                                                      |
| 2017–18   | 4° na Regionalliga Nordost      | Vencedor         | -                                     |                                                      |
| 2018–19   | 12° na Regionalliga Nordost     | Semifinal        | -                                     |                                                      |
| 2019–20   | 6° na Regionalliga Nordost      | Semifinal        | -                                     |                                                      |
| 2020–21   | 6° na Regionalliga Nordost      | Vencedor         | -                                     |                                                      |
| 2021–22   | Campeão na Regionalliga Nordost | Segunda fase     | -                                     |                                                      |
| 2022–23   | 6° na Regionalliga Nordost      | Semifinal        | -                                     |                                                      |

## Uniforme e cores
O uniforme do Dynamo Berlim é constituído de um vermelho bordô, o mesmo das sociedades esportivas que eram patrocinadas pela Stasi. O fardamento foi modificado de maneira muito marginal no curso dos anos. É geralmente constituído de camisa vermelha bordô, calção branco ou bordô.
| 1966-1970 | 1970-1982 | 1982-1984 | 1984-1985 | 1985-1988 | 1988-1990 | 1990-1991 |

| 1991 | desde 2003 |

## Treinadores
| - Helmut Petzold (1954–1956) - István Orczifalvi e Fritz Bachmann (1957–1958) - Fritz Bachmann (1959) - János Gyarmati e Fritz Bachmann (1960) - Janos Gyarmati - Janos Gyarmati e Fritz Gödicke - Fritz Gödicke - Karl Schäffner (1965–1966) - Bela Volentik (1966–67) - Karl Schäffner (1967–1969) - Hans Geitel (1969–1971) - Günter Schröter (1972–1973) - Harry Nippert (1974–1977) - Jürgen Bogs (1977–1989) | - Helmut Jäschke (1989–1990) - Peter Rohde (1990) - Jürgen Bogs (1990–1994) - Helmut Koch (1994–1996) - Werner Voigt (1996–1998) - Henry Häusler (1998–1999) - Klaus Goldbach (1999–2000) - Jürgen Bogs (2000–2001) - Mario Maek (2001–2002) - Dirk Vollmar (2002–2003) - Sven Orbanke (2002–2004) - Christian Backs (2004–2005) - Jürgen Piepenburg (2005) - Rajko Fijalek (2005–2006) | - Nico Thomaschewski e Jörn Lenz (2006, interinos) - Ingo Rentzsch (2006–2007) - Volkan Uluç (2007–2009) - Hakan Pinar (2009–2009) - Christian Backs (2009–2010) - Heiko Bonan (2010–2011) - René Gritschke (Agosto de 2011–Setembro de 2011) - Igor Lazić (Setembro de 2011–Dezembro de 2011) - Rene Gritschke (2011–2012) - Volkan Uluç (2012–2014) - Thomas Stratos (2014–2016) - René Rydlewicz (2016–2018) - Matthias Maucksch (2019) - Christian Benbennek (2019–2022) - Heiner Backhaus (2022–) |

### Controvérsia das estrelas
Em 2004, a Federação de Futebol Alemã, a DFB, decidiu introduzir a Verdiente Meistervereine, um sistema que premiava as melhores equipes da Bundesliga premiando com uma estrela o time que vencesse três campeonatos, duas estrelas a cada cinco conquistas, e três para dez. Portanto, autorizada essas equipes a inserir as estrelas em seus escudos. O Dynamo, em virtude dos dez certames nacionais vencidos, pediu autorização à Federação, mas não recebeu nenhuma resposta. Isso foi causado pelo fato de que a DFB sabia claramente de que maneira o time vencera aqueles campeonatos, mas no geral, porque não houve reconhecimento inicial às conquistas obtidas pelos times da ex-Alemanha Oriental, somente os títulos vencidos pelas equipes a partir da criação da Bundesliga, em 1963. Os outros times da Alemanha Oriental que mais conquistaram o campeonato da DDR e também aqueles antes da Segunda Guerra Mundial são o Dynamo Dresden e Vorwärts Berlin 6, SC Wismut Karl Marx Stadt, Carl Zeiss Jena, 1. Fußball-Club Magdeburg e o 1. FC Lokomotive Leipzig, cada um com 3 títulos nacionais.
Sucessivamente a DFB modificou esse sistema de reconhecimento premiando também as equipes que haviam vencido o campeonato alemão antes do advento da Bundesliga desde 1903, ano da fundação da Federação Alemã, incluindo de fato os times da ex-Alemanha Oriental, e as equipes femininas que tinham vencido o campeonato de 1974. Ademais, foram criados novos standards no que tange à quantidade de estrelas ilustradas no escudo oficial. A DFB controla o uso dessas estrelas, portanto, um clube antes de ilustrar o seu logotipo deve pedir autorização à federação.
O Dynamo Berlin começou a utilizar as estrelas de acordo com os standards gráficos da DFB, dispondo sobre o escudo uma estrela com o número 10.

## Estádio
O clube atua no Dynamo-Sportforum conhecido como Sportforum Hohenschönhausen, um estádio construído em 1970. Possui capacidade para 10.000 lugares, dos quais 2.000 sentados, e faz parte de um complexo esportivo aberto em 1986, com estrutura para patinação, atletismo e ciclismo. Quando foi aberto era a primeira estrutura do mundo a oferecer um espaço para a patinação indoor fechada. O estádio foi restaurado durante a temporada 2005-2006 para se adequar às exigências atuais. O Dynamo joga as partidas mais importantes, como as internacionais, no melhor estruturado Friedrich Ludwig Jahn Sportpark.

## Títulos
- Campeonato da RDA: 10 (1979, 1980, 1981, 1982, 1983, 1984, 1985, 1986, 1987 e 1988)
- Taças da RDA: 3 (1959, 1988, 1989)
- Supertaça da RDA: 1 (1989)

## Modalidades
Futebol
- 2 equipas masculinas
- 1 equipa feminina
- 1 equipa "sénior"
- 13 equipas juniores

## Mudanças de nome
- BFC Dynamo e.V. 15 de Janeiro de 1966
- FC Berlin e.V. 28 de Maio de 1990
- BFC Dynamo e.V. 8 de Maio de 1999